# Andrea Jennert
Andrea Jennert (* 1962 in Stendal) ist eine deutsche Schriftstellerin und Musiklehrerin.

## Leben
Andrea Jennert wuchs in Potsdam auf, absolvierte dort das Abitur und studierte danach in Halle (Saale) Musik, Germanistik und Klavier. Von 1986 bis 1990 arbeitete sie als Klavier- und Musiklehrerin an der Helmholtz-EOS in Potsdam. 1991–1993 übte sie Presse- und Dokumentationstätigkeiten im Potsdamer Magistrat aus. Seit 1993 ist Jennert freiberuflich als Autorin und Klavierlehrerin tätig. Sie veröffentlichte mehrere Bücher und Hörstücke (SWR 2) und erhielt Preise und Stipendien, u. a. den Ravensburger Medienpreis 2003. Seit 2016 lebt sie wieder in Potsdam.

## Werke
- Hörspiele Alwine, still wie vor dem Aufwachen, Berliner Rundfunk, 1991
- Kurzprosa-Band Spiegelberg, Andrea Jennert, 1995
- Roman Inselkinder, Borkwald Edition Arbor, Books on Demand GmbH, 2000
- Lyrik-Kunstband Yomahr oder Die Kunst des Abschieds, Cleopanther-Verlag, Hagen a. T. W., 2001
- Roman La Mer. Die Liebe der Emma Debussy, Plöttner Verlag, Leipzig, Oktober 2011
- Weitere Veröffentlichungen in Zeitungen, Zeitschriften, Anthologien, Rundfunk, Lesungen und Vorträgen

## Preis und Stipendien
- 1988 Sonderpreis für Lyrik, Potsdam
- 1993 Schriftstellerstipendium des Kultusministeriums des Landes Brandenburg
- 1994 Literatur-Anerkennungspreis der Stadt Wolfen
- 1995 Literaturpreis des Literaturkollegiums Brandenburg
- 1999 Schriftstellerstipendium des Niedersächsischen Kultusministeriums
- 2003 Ravensburger Medienpreis, Hauptpreis Hörfunk
- 2003 Schriftsteller-Auslandsstipendium des Auswärtigen Amtes